# Motlle de mà

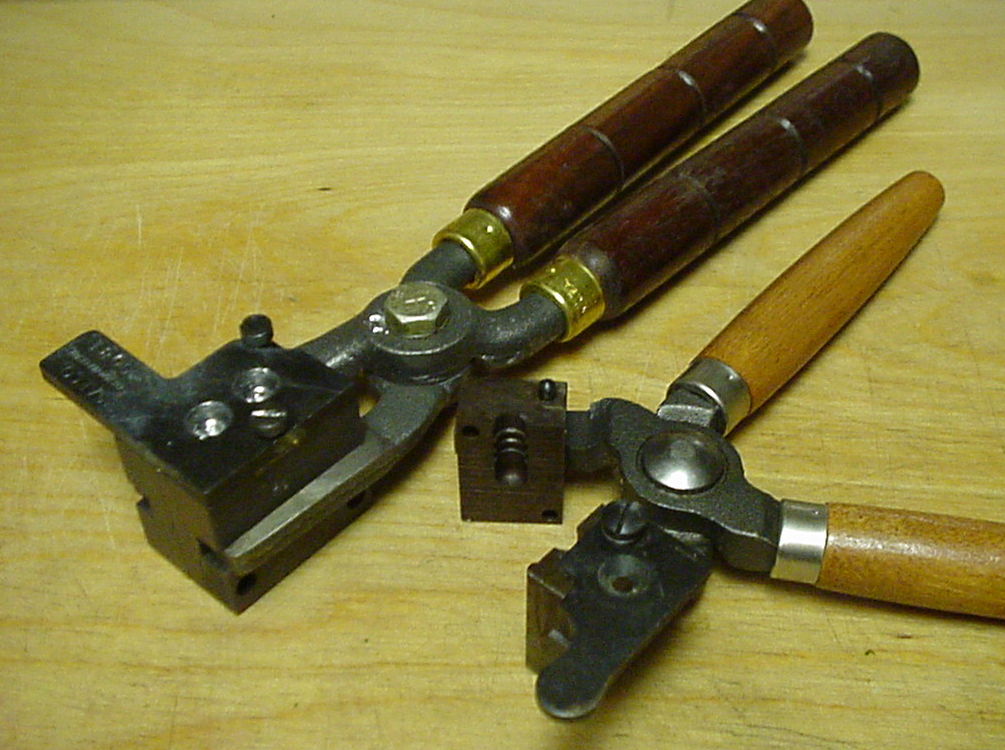
Dos motlles manuals per a la fabricació de bales i a la foneria de tipus

Un motlle manual és un motlle simple utilitzat en feines de petita escala. S'utilitza en les indústries d'impressió i emmotllament per injecció.

## Impressió
A la indústria de la impressió, un motlle manual es refereix específicament a un motlle de dues parts, utilitzat per a la foneria de tipus fets manualment. La matriu és a l'interior del motlle.
En particular, es refereix a un sistema de fosa de tipus mòbil, iniciat per Johannes Gutenberg, que va ser àmpliament utilitzat en els primers temps de la impremta a Europa (segles XV-XVI).
En aquest mètode, el tipus es feia tallant una cavitat amb la forma de lletra en una matriu feta de metall tou (típicament coure). Després aquesta matriu es fixava a la part inferior del motlle, la part superior es tancava sobre ella i s'abocava a la cavitat l'aliatge metàl·lic fos. Usant el motlle de mà, l'impressor podia fabricar ràpidament qualsevol tipus addicional que pogués necessitar.

## Moldeig per injecció
En l'emmotllament per injecció, els motlles manuals són motlles simples que no tenen cap dispositiu que aporti calor, refredament o ejecció. Això significa que en el cicle de treball d'un motlle manual, calen fonts de calor per elevar la temperatura dels motlles, que s'han de retirar després de cada cicle per extreure'n les peces modelades. Això augmenta dràsticament el temps que requereix cada cicle, cosa que el limita a sèries petites, però aquest desavantatge es compensa pel baix cost del motlle. En general, són motlles d'una sola cavitat, però poden ser de múltiples cavitats si l'objecte emmotllat és força petit; i només tenen un disseny de dues o tres plaques a causa de la simplicitat de les peces. Si només es produirà una sèrie de poques peces, els motlles poden estar fets d'alumini o llautó, però si calen més peces els motlles es realitzen en acers convencionals.

## Foneria de bales
Les bales foses en un motlle de mà continuen sent molt populars entre els petits grups de persones aficionades a l'avancarga i les municions personalitzades. En una tradició que es remunta al començament de les armes de foc, els motlles estan fets a mida per a cada arma. En un bloc d'emmotllament es tallen d'una a sis cavitats que rebran el plom fos. Els blocs ara estan fets generalment d'alumini, cosa que no permet que els aliatges de plom s'enganxin i només es necessita una petita quantitat de compost de separació.